# Aubert Le Mire
Pour les articles homonymes, voir Le Mire.
Aubert Le Mire, Aubertus Miraeus en latin, né le 30 novembre 1573 à Bruxelles et mort le 19 octobre 1640 à Anvers, est un historiographe biographe et historien ecclésiastique belge.

## Biographie
Après ses études à l'Université de Douai et à l'université de Louvain, le Mire devint chanoine de la cathédrale Notre-Dame d'Anvers en 1608 et secrétaire de son oncle, Johannes Miraeus alors évêque d'Anvers. En 1611, il est nommé aumônier et bibliothécaire de l'archiduc Albert d'Autriche, alors souverain des Pays-Bas espagnols.
En 1624, il devient doyen de la cathédrale d'Anvers et vicaire général du diocèse. Il resta à Anvers jusqu'à sa mort. Auteur prolifique, il écrivit un nombre important d'ouvrages relatifs, à l'histoire, à l'histoire ecclésiastique, et à des disciplines connexes. Certains[Qui ?] pensent que ses écrits manquent de rigueur et de précision.

## Publications

### Obituaires, biographies et oraisons funèbres
- (la) Vita Justi Lipsii, Anvers, 1609 (lire en ligne) — Obituaire de Justus Lipsius, l'un de ses professeurs à Louvain, dédicacé à Jan Andrzej Próchnicki (1553–1633), évêque de Kamianets-Podilskyi 1607-1614.
- (la) Gentis Spinulae illustrium elogia, Cologne, 1611 (lire en ligne). — Compendium sur la famille Spinola, en mémoire de Federico Spinola, dédicacé à Ambrogio Spinola.
- (la) Laudatio funebris Rudolphi II, Anvers, 1612 (lire en ligne).
- (la) De vita Alberti pii, sapientis, prudentis Belgarum principis commentarius, Anvers, 1622 (lire en ligne). — Obituaire pour l'Archiduc Albert d'Autriche (1559-1621), dédicacé à Philippe IV d'Espagne.
- (la) Serenissimae principis Isabellae Clarae Eugeniae Hispaniarum Infantis laudatio funebris, Anvers, 1634 (lire en ligne). — Oraison funèbre pour Isabelle-Claire-Eugénie d'Autriche, dédicacée à Ferdinand le Cardinal-Infant..

### Histoire et histoire ecclésiastique
- (la) Origines coenobiorum Benedictorum in Belgio, Anvers, 1606 (lire en ligne). — Origines des monastères bénédictins dans les Pays-Bas), dédicacé à Nicolas de Mainfroy, abbé de Saint-Bertin.
- (la) Rerum toto orbe gestarum chronica a Christo nato ad haec usque tempora, Anvers, 1608 (lire en ligne). — Contenant les chroniques d'Eusebius, Saint Jérôme, Sigebert de Gembloux, Anselme de Gembloux, et d'autres allant jusqu'à l'an 1200, et la suite de ces chroniques réalisées par Miraeus jusqu'en 1608.
- (la) Equitum redemptoris Jesu Christi ordo, Anvers, 1608 (lire en ligne). — Sur la fondation de l'Ordre de la Rédemption ou Ordre militaire du Sang de Jésus Christ), dédicacé à Vincenzo Gonzaga.
- (la) Origines equestrium sive militarium ordinum libri duo, Anvers, 1609 (lire en ligne). — Volume sur les origines d'ordres militaires.
- même ouvrage publié en français : Origine des chevaliers et ordres militaires, Anvers, 1609 (lire en ligne). — Dédicacé à Gaston Spinola, comte de Bruay.
- (la) Politia ecclesiastica, sive de statu religionis Christianae per totum orbem, Cologne, 1609 (lire en ligne).

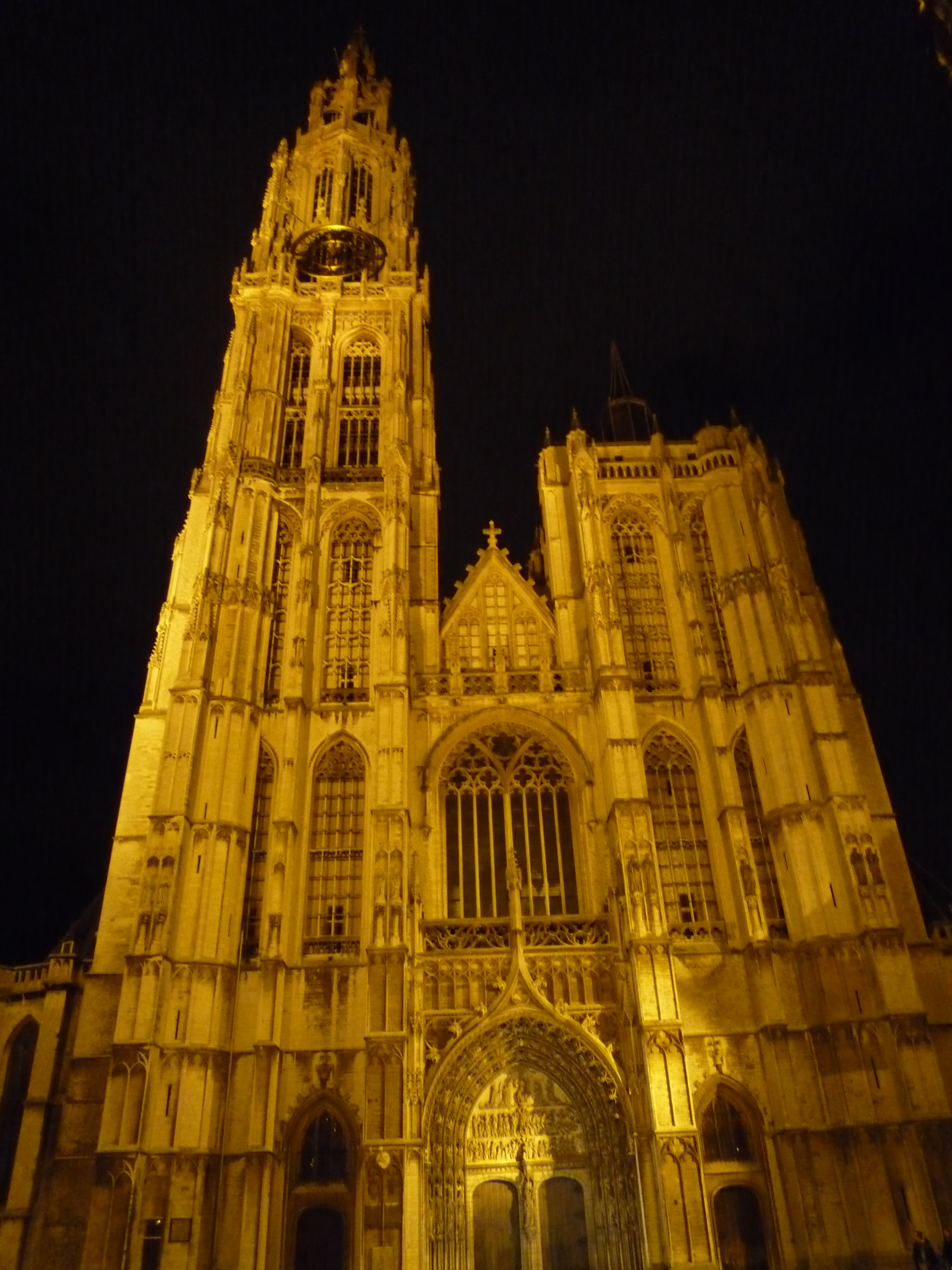
La cathédrale Notre-Dame d'Anvers

- (la) Ordinis carmelitani, ab Elia propheta primum incohati, ab Alberto patriarcha Ierusolymitano vitae regula temperati, a B. Teresia virgine Hispana ad primaevam disciplinam revocati, origo atque incrementa, Anvers, 1610 (lire en ligne). — Sur l'origine et l'histoire de l'Ordre du Carmel, dédicacé à Isabelle-Claire-Eugénie d'Autriche.
- (la) Notitia episcopatuum orbis christiani, Anvers, 1611 ; 1613 (lire en ligne). — Dédicacé à Guido Bentivoglio.
- (la) Origines Benedictinae, Cologne, 1614 (lire en ligne). — Sur les origines des bénédictins, dédicacé à Philippus Caverellius, abbé de Saint Vaast.
- (la) Canonicorum regularium ordinis S. Augustini origines ac progressus, Cologne, 1614 (lire en ligne). — Histoire des chanoines réguliers de saint Augustin, dédicacé à Remigius de Zaman, prieur de Lo.
- (la) De collegiis canonicorum, Cologne, 1615 (lire en ligne). — Sur les collèges de chanoines, dédicacé à Charles-Philippe de Rodoan, évêque de Bruges.
- (la) Geographia ecclesiastica, Lyon, 1620 (Une liste alphabétique de diocèses catholiques à travers le monde, dédicacé à Gaspard de Mornieu (lire en ligne).
- (la) De bello Bohemico Ferdinandi II. feliciter gesto Commentarius, Cologne, 1622 (lire en ligne). — Contribution pro-Habsbourg à la Révolte des bohémiens, dédicacé à Lucio Sanseverino.
- (la) Ordinis Praemonstratensis chronicon, Cologne, 1623 (lire en ligne). — Chronique de l'Ordre des Prémontrés, dédicacé à Adrianus Stalpartius, abbé de Tongerloo.
- (la) Originum monasticarum libri IV, Cologne, 1620 (lire en ligne) — Sur l'origine des ordres monastiques, dédicacé à Philippus Caverellius, abbé de Saint Vaast.
- " Sanctorum Galliae Belgicae imagines et elogia quibus religionis ortus progressusque in Belgio ostenditur". Antverpiae, apud Th. Gallaeum. 1620, petit in-4º, titre gravé, et 53 figures, avec brève biographie gravée en bas des planches.
- (la) Notitia ecclesiarum Belgii, Anvers, 1630 (lire en ligne)  — Dédicacé à Philippe IV d'Espagne. Cet ouvrage, comme d'autres travaux de Miraeus sur l'histoire ecclésiastique des Pays-Bas, a été réédité par Johannes Franciscus Foppens, sous le titre de Miraei opera diplomatica et Historica, 4 vols., Bruxelles, 1723–48.
- (la) De rebus Bohemicis liber singularis, Lyon, 1621 (lire en ligne). — Aperçu de l'histoire tchèque, dédicacé à Johann Lohel.
- (la) De congregationibus clericorum in communi viventium, Cologne, 1632 (lire en ligne). — Histoire des origines des congrégations de Clercs réguliers, comme les Théatins, les Jésuites, les Barnabites, les Oratoriens, etc., dédicacé à Nicolaus Albertus de Oleksow Gniewosz, envoyé de la cour de l'Infante Isabelle et plus tard, évêque de Cujavie.
- (la) Rerum Belgicarum chronicon, Anvers, 1635 (lire en ligne). — Chronique de l'histoire des Pays-Bas de -58 à 1635, dédicacé au Cardinal-Infante Ferdinand.

### Diplomatie
- (la) Elogia Belgica sive illustrium Belgii scriptorum, Anvers, 1609 (lire en ligne). — Dédicacée au conseil communal d'Anvers.
- (la) Elenchus historicorum et aliorum scriptorum, nondum typis editorum, qui in Belgicis potissimum bibliothecis manuscripti exstant, Bruxelles, 1622 (lire en ligne). — Liste manuscrite d'auteurs diffusés en librairies.
- (la) Codex donationum piarum, Bruxelles, 1624 (lire en ligne). — Anthologie de dotations médiévales, dédicacé à Petrus Peckius.
- (la) Diplomatum Belgicorum libri duo, Bruxelles, 1628 (lire en ligne). — Dédicacé au Cardinal de la Cueva.
- (la) Donationum Belgicarum libri II, Anvers, 1629 (lire en ligne). — Anthologie de dotations médiévales, dédicacé à Ferdinand de Boisschot, baron de Zaventem.
- (la) Bibliotheca ecclesiastica, Anvers, 1639-1649, 2 vols. — Compilation de courts passages sur les écrivains ecclésiastiques écrite par saint Jérôme, Gennade, Saint-Isidore, Saint-Ildefonse, Honorius Augustodunensis, Sigebert de Gembloux et Henri de Gand, complété de notes par Miraeus.

### Lettres
Certaines de ses lettres ont été publiées par Burbure in Messager des Sciences Historiques de Belgique (1859).

## Liens